# جيم غاري
جيم غاري (بالإنجليزية: Jim Gary)‏ هو نحات أمريكي، ولد في 17 مارس 1939 في سيباستيان في الولايات المتحدة، وتوفي في 14 يناير 2006.

## وصلات خارجية
- جيم غاري على موقع IMDb (الإنجليزية)